# Eggelsberg
Eggelsberg je obec v okrese Braunau v rakouské spolkové zemi Horní Rakousy.

## Geografie
Eggelsberg leží v oblasti Innviertel. Přibližně 20 % rozlohy obce tvoří lesy a 69 % zemědělská půda. Vřesoviště Ibmer je největším vřesovištěm v Rakousku.
K obci patří katastrální území (Katastralgemeinden) Gundertshausen, Heimhausen, Haselreith a Ibm (viz snímek).

## Osady
(v závorkách uveden počet obyvatel ze dne 1. ledna 2020)
- Arnstetten (40)
- Autmannsdorf (62)
- Beckenberg (44)
- Bergstetten (78)
- Eggelsberg (876)
- Großschäding (31)
- Gundertshausen (218)
- Haselreith (39)
- Hehenberg (19)
- Heimhausen (93)
- Hitzging (14)
- Hötzenau (2)
- Ibm (331)
- Kleinschäding (48)
- Meindlsberg (5)
- Miesling (12)
- Oberhaslach (10)
- Oberhaunsberg (20)
- Pippmannsberg (53)
- Revier Eggelsberg (72)
- Revier Gundertshausen (114)
- Revier Heimhausen (57)
- Trametshausen (64)
- Untergrub (6)
- Unterhaunsberg (39)
- Wannersdorf (73)
- Weilbuch (13)
- Weinberg (16)